# Skala podatkowa
Skala podatkowa – wzór na podstawie którego określa się wysokość podatku, jaki zapłaci podatnik od dochodu uzyskanego w jednym roku podatkowym. Jeden ze sposobów opodatkowania w ramach zasad ogólnych. Skala podatkowa przyjmuje jako podstawę opodatkowania – dochód.
Podatnicy rozliczający podatek za pomocą skali podatkowej są zobowiązani do obliczania i wpłacania zaliczek na podatek na rachunek bankowy Urzędu Skarbowego. Przy skali podatkowej zaliczki liczone są w stawce 17% lub 32% – wszystko zależy od wysokości osiągniętego dochodu. Natomiast rozliczenia rocznego podatnicy dokonują na druku PIT-36 lub PIT-37. Druk składany jest do 30 kwietnia roku następującego po roku podatkowym.
Przedziały w skali podatkowej, nazywane także progami podatkowymi określają, jaką stawką podatku opodatkowane są dochody podatnika. Po przekroczeniu progu podatkowego zmienia się stawka podatku, jednak zmiana nie dotyczy całego dochodu podatnika, a jedynie jego nadwyżki powyżej przekroczonego progu.
Podatek progresywny oblicza się następująco: dochód podatnika do wysokości pierwszego progu podatkowego opodatkowany jest pierwszą stawką podatku ze skali podatkowej, po uwzględnieniu tak zwanej kwoty wolnej od podatku, nadwyżka dochodu ponad pierwszym progiem podatkowym opodatkowana jest według drugiej stawki wynikającej ze skali podatkowej itd.
Skala podatkowa ma zazwyczaj charakter progresywny. Stosowane są jednak także skale podatkowe regresywne w przypadku podatków regresywnych (np. składka ZUS).

## Przykład
Przykład: podatek osobisty od dochodu 50 000 zł osiągniętego w roku 2008 przez podatnika rozliczającego swoje dochody indywidualnie, oblicza się następująco:
Rok 2008
| Podstawa obliczenia podatku w złotych | Podstawa obliczenia podatku w złotych | Podatek wynosi                                   |
| ponad                                 | do                                    | Podatek wynosi                                   |
| ------------------------------------- | ------------------------------------- | ------------------------------------------------ |
|                                       | 44 490                                | 19% podstawy obliczenia minus kwota 586 zł 85 gr |
| 44 490                                | 85 528                                | 7 866 zł 25 gr + 30% nadwyżki ponad 44 490 zł    |
| 85 528                                |                                       | 20 177 zł 65 gr + 40% nadwyżki ponad 85 528 zł   |

Obliczenia podatku:
(44 490 × 0,19 – 586,85) + ((50 000 – 44 490) * 0,30) = 9519,25 zł,
lub korzystając ze skali podatkowej: (7 866 zł 25 gr + 30% od nadwyżki ponad 44 490 zł) = 9519,25 zł.
Przykład jak wyżej, rok 2007: (43 405 × 0,19 – 572,54) + ((50 000 – 43 405) * 0,30) = 9652,91 zł,
lub korzystając ze skali podatkowej: (7674 zł 41 gr + 30% od nadwyżki ponad 43 405 zł) = 9652,91 zł.

## Skala podatkowa w Polsce
Skala podatkowa w Polsce wynika z ustawy o podatku dochodowym od osób fizycznych (art. 27 ust. 1).
W polskim systemie podatkowym określone są również inne podatki, których wysokość nie jest obliczana według skali podatkowej. Obejmują one dochody (przychody), których nie łączy się z dochodami opodatkowanymi według skali podatkowej, np. karta podatkowa, przychód ewidencjonowany. Reguluje je ustawa z dnia 20.11.1998 roku o zryczałtowanym podatku dochodowym od niektórych przychodów osiąganych przez osoby fizyczne (Dz.U. z 2025 r. poz. 843).
| Podstawa obliczenia podatku w złotych | Podstawa obliczenia podatku w złotych | Podatek wynosi                                                  |
| ponad                                 | do                                    | Podatek wynosi                                                  |
| ------------------------------------- | ------------------------------------- | --------------------------------------------------------------- |
|                                       | 120 000                               | 12% (2022: lub 17%) minus kwota zmniejszająca podatek           |
| 120 000                               |                                       | 10 800 zł (2022: lub 15 300 zł) + 32% nadwyżki ponad 120 000 zł |
| 1 mln                                 |                                       | dodatkowo 4% nadwyżki ponad 1 mln zł (danina solidarnościowa)   |

Kwota zmniejszająca podatek:
- kwota wolna od podatku - dla zarabiających do 30 000 zł
- 2023: 3600 zł
- 2022: 3600 zł (podatek 12%) lub 5100 zł (podatek 17%), wybierane po zakończeniu roku

| Podstawa obliczenia podatku w złotych | Podstawa obliczenia podatku w złotych | Podatek wynosi                                                                   |
| ponad                                 | do                                    | Podatek wynosi                                                                   |
| ------------------------------------- | ------------------------------------- | -------------------------------------------------------------------------------- |
|                                       | 85 528                                | 17% minus kwota zmniejszająca podatek                                            |
| 85 528                                |                                       | 14 539 zł 76 gr + 32% nadwyżki ponad 85 528 zł minus kwota zmniejszająca podatek |
| 1 mln                                 |                                       | dodatkowo 4% nadwyżki ponad 1 mln zł (danina solidarnościowa)                    |

Kwota zmniejszająca podatek:
- kwota wolna od podatku – dla zarabiających poniżej 8000 zł
- 1360 zł pomniejszone o kwotę obliczoną według wzoru (1360–525,12 zł): 834 zł 88 gr x (podstawa obliczenia podatku – 8000 zł) : 5000 zł, dla podstawy obliczenia podatku od 8000 zł i do kwoty 13 000 zł
- 525 zł 12 gr – dla podstawy obliczenia podatku od 13 000 zł i do kwoty 85 528 zł
- 525 zł 12 gr pomniejszone o kwotę obliczoną według wzoru (0–525,12 zł): 525 zł 12 gr x (podstawa obliczenia podatku – 85 528 zł) : 41 472 zł, dla podstawy obliczenia podatku od 85 528 zł i do kwoty 127 000 zł
- 0 zł – dla dochodów powyżej kwoty 127 000 zł

| Podstawa obliczenia podatku w złotych | Podstawa obliczenia podatku w złotych | Podatek wynosi                                                |
| ponad                                 | do                                    | Podatek wynosi                                                |
| ------------------------------------- | ------------------------------------- | ------------------------------------------------------------- |
|                                       | 85 528                                | 17,75% minus kwota zmniejszająca podatek                      |
| 85 528                                |                                       | 15 181 zł 22 gr + 32% nadwyżki ponad 85 528 zł                |
| 1 mln                                 |                                       | dodatkowo 4% nadwyżki ponad 1 mln zł (danina solidarnościowa) |

Kwota zmniejszająca podatek:
- 1420 zł – dla podstawy obliczenia podatku nieprzekraczającej kwoty 8000 zł
- 1420 zł pomniejszone o kwotę obliczoną według wzoru: 871 zł 70 gr x (podstawa obliczenia podatku – 8000 zł) ÷ 5000 zł, dla podstawy obliczenia podatku wyższej od 8000 zł i nieprzekraczającej kwoty 13 000 zł
- 548 zł 30 gr – dla podstawy obliczenia podatku wyższej od 13 000 zł i nieprzekraczającej kwoty 85 528 zł
- 548 zł 30 gr pomniejszone o kwotę obliczoną według wzoru: 548 zł 30 gr x (podstawa obliczenia podatku – 85 528 zł) ÷ 41 472 zł, dla podstawy obliczenia podatku wyższej od 85 528 zł i nieprzekraczającej kwoty 127 000 zł[13].

| Podstawa obliczenia podatku w złotych | Podstawa obliczenia podatku w złotych | Podatek wynosi                                 |
| ponad                                 | do                                    | Podatek wynosi                                 |
| ------------------------------------- | ------------------------------------- | ---------------------------------------------- |
|                                       | 85 528                                | 18% minus kwota zmniejszająca podatek          |
| 85 528                                |                                       | 15 395 zł 04 gr + 32% nadwyżki ponad 85 528 zł |

Kwota zmniejszająca podatek:
- 1440 zł – dla podstawy obliczenia podatku nieprzekraczającej kwoty 8000 zł
- 1440 zł pomniejszone o kwotę obliczoną według wzoru: 883 zł 98 gr x (podstawa obliczenia podatku – 8000 zł) ÷ 5000 zł, dla podstawy obliczenia podatku wyższej od 8000 zł i nieprzekraczającej kwoty 13 000 zł
- 556 zł 02 gr – dla podstawy obliczenia podatku wyższej od 13 000 zł i nieprzekraczającej kwoty 85 528 zł
- 556 zł 02 gr pomniejszone o kwotę obliczoną według wzoru: 556 zł 02 gr x (podstawa obliczenia podatku – 85 528 zł) ÷ 41 472 zł, dla podstawy obliczenia podatku wyższej od 85 528 zł i nieprzekraczającej kwoty 127 000 zł[14].

| Podstawa obliczenia podatku w złotych | Podstawa obliczenia podatku w złotych | Podatek wynosi                                 |
| ponad                                 | do                                    | Podatek wynosi                                 |
| ------------------------------------- | ------------------------------------- | ---------------------------------------------- |
|                                       | 85 528                                | 18% minus kwota zmniejszająca podatek          |
| 85 528                                |                                       | 15 395 zł 04 gr + 32% nadwyżki ponad 85 528 zł |

Kwota zmniejszająca podatek:
- 1188 zł – dla podstawy obliczenia podatku nieprzekraczającej kwoty 6600 zł
- 1188 zł pomniejszone o kwotę obliczoną według wzoru: 631 zł 98 gr x (podstawa obliczenia podatku – 6600 zł) ÷ 4400 zł, dla podstawy obliczenia podatku wyższej od 6600 zł i nieprzekraczającej kwoty 11 000 zł
- 556 zł 02 gr – dla podstawy obliczenia podatku wyższej od 11 000 zł i nieprzekraczającej kwoty 85 528 zł
- 556 zł 02 gr pomniejszone o kwotę obliczoną według wzoru: 556 zł 02 gr x (podstawa obliczenia podatku – 85 528 zł) ÷ 41 472 zł, dla podstawy obliczenia podatku wyższej od 85 528 zł i nieprzekraczającej kwoty 127 000 zł[15].

| Podstawa obliczenia podatku w złotych | Podstawa obliczenia podatku w złotych | Podatek wynosi                                   |
| ponad                                 | do                                    | Podatek wynosi                                   |
| ------------------------------------- | ------------------------------------- | ------------------------------------------------ |
|                                       | 85 528                                | 18% podstawy obliczenia minus kwota 556 zł 02 gr |
| 85 528                                |                                       | 14 839 zł 02 gr + 32% nadwyżki ponad 85 528 zł   |

| Podstawa obliczenia podatku w złotych | Podstawa obliczenia podatku w złotych | Podatek wynosi                                   |
| ponad                                 | do                                    | Podatek wynosi                                   |
| ------------------------------------- | ------------------------------------- | ------------------------------------------------ |
|                                       | 44 490                                | 19% podstawy obliczenia minus kwota 586 zł 85 gr |
| 44 490                                | 85 528                                | 7 866 zł 25 gr + 30% nadwyżki ponad 44 490 zł    |
| 85 528                                |                                       | 20 177 zł 65 gr + 40% nadwyżki ponad 85 528 zł   |

| Podstawa obliczenia podatku w złotych | Podstawa obliczenia podatku w złotych | Podatek wynosi                                   |
| ponad                                 | do                                    | Podatek wynosi                                   |
| ------------------------------------- | ------------------------------------- | ------------------------------------------------ |
|                                       | 43 405                                | 19% podstawy obliczenia minus kwota 572 zł 54 gr |
| 43 405                                | 85 528                                | 7 674 zł 41 gr + 30% nadwyżki ponad 43 405 zł    |
| 85 528                                |                                       | 20 311 zł 31 gr + 40% nadwyżki ponad 85 528 zł   |

| Podstawa obliczenia podatku w złotych | Podstawa obliczenia podatku w złotych | Podatek wynosi                                   |
| ponad                                 | do                                    | Podatek wynosi                                   |
| ------------------------------------- | ------------------------------------- | ------------------------------------------------ |
|                                       | 37 024                                | 19% podstawy obliczenia minus kwota 530 zł 08 gr |
| 37 024                                | 74 048                                | 6 504 zł 48 gr + 30% nadwyżki ponad 37 024 zł    |
| 74 048                                |                                       | 17 611 zł 68 gr + 40% nadwyżki ponad 74 048 zł   |

| Podstawa obliczenia podatku w złotych | Podstawa obliczenia podatku w złotych | Podatek wynosi                                   |
| ponad                                 | do                                    | Podatek wynosi                                   |
| ------------------------------------- | ------------------------------------- | ------------------------------------------------ |
|                                       | 37 024                                | 19% podstawy obliczenia minus kwota 518 zł 16 gr |
| 37 024                                | 74 048                                | 6 516 zł 40 gr + 30% nadwyżki ponad 37 024 zł    |
| 74 048                                |                                       | 17 623 zł 60 gr + 40% nadwyżki ponad 74 048 zł   |

| Podstawa obliczenia podatku w złotych | Podstawa obliczenia podatku w złotych | Podatek wynosi                                   |
| ponad                                 | do                                    | Podatek wynosi                                   |
| ------------------------------------- | ------------------------------------- | ------------------------------------------------ |
|                                       | 37 024                                | 19% podstawy obliczenia minus kwota 493 zł 32 gr |
| 37 024                                | 74 048                                | 6 541 zł 24 gr + 30% nadwyżki ponad 37 024 zł    |
| 74 048                                |                                       | 17 648 zł 44 gr + 40% nadwyżki ponad 74 048 zł   |

| Podstawa obliczenia podatku w złotych | Podstawa obliczenia podatku w złotych | Podatek wynosi                                   |
| ponad                                 | do                                    | Podatek wynosi                                   |
| ------------------------------------- | ------------------------------------- | ------------------------------------------------ |
|                                       | 32 736                                | 19% podstawy obliczenia minus kwota 436 zł 20 gr |
| 32 736                                | 65 472                                | 5 783 zł 64 gr + 30% nadwyżki ponad 32 736 zł    |
| 65 472                                |                                       | 15 604 zł 44 gr + 40% nadwyżki ponad 65 472 zł   |

| Podstawa obliczenia podatku w złotych | Podstawa obliczenia podatku w złotych | Podatek wynosi                                   |
| ponad                                 | do                                    | Podatek wynosi                                   |
| ------------------------------------- | ------------------------------------- | ------------------------------------------------ |
|                                       | 29 624                                | 19% podstawy obliczenia minus kwota 394 zł 80 gr |
| 29 624                                | 59 248                                | 5 233 zł 76 gr + 30% nadwyżki ponad 29 624 zł    |
| 59 248                                |                                       | 14 120 zł 96 gr + 40% nadwyżki ponad 59 248 zł   |

| Podstawa obliczenia podatku w złotych | Podstawa obliczenia podatku w złotych | Podatek wynosi                                   |
| ponad                                 | do                                    | Podatek wynosi                                   |
| ------------------------------------- | ------------------------------------- | ------------------------------------------------ |
|                                       | 25 252                                | 19% podstawy obliczenia minus kwota 336 zł 60 gr |
| 25 252                                | 50 504                                | 4 461 zł 28 gr + 30% nadwyżki ponad 25 252 zł    |
| 50 504                                |                                       | 12 036 zł 88 gr + 40% nadwyżki ponad 50 504 zł   |

| Podstawa obliczenia podatku w złotych | Podstawa obliczenia podatku w złotych | Podatek wynosi                                   |
| ponad                                 | do                                    | Podatek wynosi                                   |
| ------------------------------------- | ------------------------------------- | ------------------------------------------------ |
|                                       | 20 868                                | 20% podstawy obliczenia minus kwota 278 zł 20 gr |
| 20 868                                | 41 736                                | 3 895 zł 40 gr + 32% nadwyżki ponad 20 868 zł    |
| 41 736                                |                                       | 10 573 zł 16 gr + 44% nadwyżki ponad 41 736 zł   |

| Podstawa obliczenia podatku w złotych | Podstawa obliczenia podatku w złotych | Podatek wynosi                                   |
| ponad                                 | do                                    | Podatek wynosi                                   |
| ------------------------------------- | ------------------------------------- | ------------------------------------------------ |
|                                       | 16 380                                | 21% podstawy obliczenia minus kwota 218 zł 40 gr |
| 16 380                                | 32 760                                | 3 221 zł 40 gr + 33% nadwyżki ponad 16 380 zł    |
| 32 760                                |                                       | 8 626 zł 80 gr + 45% nadwyżki ponad 32 760 zł    |

| Podstawa obliczenia podatku w złotych | Podstawa obliczenia podatku w złotych | Podatek wynosi                                   |
| ponad                                 | do                                    | Podatek wynosi                                   |
| ------------------------------------- | ------------------------------------- | ------------------------------------------------ |
|                                       | 12 400                                | 21% podstawy obliczenia minus kwota 165 zł 60 gr |
| 12 400                                | 24 800                                | 2 438 zł 40 gr + 33% nadwyżki ponad 12 400 zł    |
| 24 800                                |                                       | 6 530 zł 40 gr + 45% nadwyżki ponad 24 800 zł    |

| Podstawa obliczenia podatku w złotych | Podstawa obliczenia podatku w złotych | Podatek wynosi                                    |
| ponad                                 | do                                    | Podatek wynosi                                    |
| ------------------------------------- | ------------------------------------- | ------------------------------------------------- |
|                                       | 90 800 000                            | 21% podstawy obliczenia minus kwota 1 212 000 zł  |
| 90 800 000                            | 181 600 000                           | 17 856 000 zł + 33% nadwyżki ponad 90 800 000 zł  |
| 181 600 000                           |                                       | 47 820 000 zł + 45% nadwyżki ponad 181 600 000 zł |

| Podstawa obliczenia podatku w złotych | Podstawa obliczenia podatku w złotych | Podatek wynosi                                    |
| ponad                                 | do                                    | Podatek wynosi                                    |
| ------------------------------------- | ------------------------------------- | ------------------------------------------------- |
|                                       | 64 800 000                            | 20% podstawy obliczenia minus kwota 864 000 zł    |
| 64 800 000                            | 129 600 000                           | 12 096 000 zł + 30% nadwyżki ponad 64 800 000 zł  |
| 129 600 000                           |                                       | 31 536 000 zł + 40% nadwyżki ponad 129 600 000 zł |